# Ypsolopha divisella
Ypsolopha divisella là một loài bướm đêm thuộc họ Ypsolophidae. Nó được tìm thấy ở Pháp.
Sải cánh dài 16–17 mm.
The larvae feed Ephedra altissima